# Safi Martin Yé
Safi Martin Yé  née le 5 septembre 1987 à Châtel-Saint-Denis, est une actrice et comédienne suissesse et burkinabée

## Biographie

### Origines, enfance et famille
Safi Martin Yé naît le 5 septembre 1987 à la maternité de Châtel-Saint-Denis. Son père, Paco Yé, est un soliste de djembé et danseur burkinabé membre fondateur du groupe emblématique Farafina,  tandis que sa mère, originaire du Valais, est art-thérapeute et danseuse. Les parents se séparent lorsque Safi Martin Yé a 4 ans.   
En 1995, la famille réside alors encore quelque temps au Petit-Lancy, près de Genève, avant de rejoindre le village de Chamoson où Safi Martin Yé grandit avec sa mère et son grand-père vigneron et directeur de fanfare. À 13 ans, elle devient « la première tambouriste femme et noire du Valais », dit-elle, dans la fanfare l'Avenir de son village. 
En 1997, elle passe six mois au Burkina Faso. Elle s'y rend tous les deux ans jusqu'à la mort de son père en 2002.
En 2021, elle donne naissance à un garçon.

### Études et parcours artistique
En 1997, durant son séjour de six mois à Burkina Faso, elle commence le théâtre. Elle poursuit les cours de théâtre, de percussion et de danse en Valais. Pendant cinq ans, elle se prépare au Théâtre Comico de Sion ou elle fait du baby-sitting la journée et les cours de théâtre le soir. 
En 2007, elle entre à l’école de théâtre Serge Martin, à Genève, dont elle ressort diplômée en 2010. Un mois après sa sortie de l’école, Safi est engagée dans une pièce qui se joue au Théâtre de L’Orangerie
Elle décide ensuite de suivre des stages d'acting à New York, à l'école Stella Adler, ainsi que plusieurs ateliers axés sur la pratique vocale et le jeu clownesque. Depuis lors, elle se produit régulièrement au théâtre, sous la direction de metteurs en scène tels que Sandra Amodio, Cédric Dorier, Georges Guerreiro, Adrien Barazzone, Michele Millner et Michel Favre.
En 2011, elle crée avec le collectif « Boudoir et Tête de cheval » un spectacle sur la condition des femmes en Iran.
Elle crée en 2015 la compagnie Orange Sauvage à l'occasion de son premier spectacle en solo, intitulé « Oasis ». Cette pièce est jouée en tournée en Suisse romande pendant trois saisons.
En 2021, elle participe au Festival Afrik, Rire & Culture en animant l'atelier pour enfants « Sois ton super-héros ou ta super-héroïne » avec Cédric Djedje.

### Engagement contre le racisme
Safi Martin Yé est confrontée très tôt au racisme : dès l'âge de 8 ans, à l'école à Sion, un camarade refuse de jouer avec elle en raison de sa couleur de peau. Pour masquer sa différence, elle choisit donc de faire rire les autres :
« C’est la première fois que j’ai compris que je n’avais pas la même couleur de peau»
Elle fait partie des soixante signataires noirs de deux lettres ouvertes (l'une publiée en 2020 et l'autre en 2021) dénonçant l'inaction des institutions culturelles en Suisse face à la sous-représentation des personnes afro-descendantes et appelant à une prise de responsabilité concrète pour lutter contre le racisme dans les milieux artistiques et culturels du pays. Dans le milieu artistique, elle critique les metteurs en scène pour leur manque d'imagination en matière de casting, car elle se voit souvent proposer des personnages stéréotypés tels que « la Black rigolote » ou « l'allumeuse ». C'est pourquoi, elle refuse également certains contrats qui ne sont pas compatibles avec ses valeurs concernant les problématiques liées à la question raciale.
« Il y a quatre ans, on m’a contactée pour un court métrage, soutenu par l’OFC. L’histoire tenait la route mais on me proposait, à moi femme métisse, le rôle de l’employée de maison et celui du jeune voleur à un acteur arabe. Je ne me sentais pas à l’aise de participer à une production où l’on caste les afro-descendants ou africains exclusivement pour ces rôles-là. J’ai eu une discussion avec la réalisatrice, qui a compris ma réaction et s’est excusée. Par contre, j’ai appris par la suite que la productrice m’avait traitée de petite conne impertinente d’avoir osé refuser le rôle pour cette raison. Depuis, j’ai dit non à tous les rôles qui enferment les femmes et les hommes noirs dans des stéréotypes. Valider la caricature ne permet pas de briser la chaîne, ni de modifier les habitudes de casting. Nous sommes si peu nombreux sur le terrain en Suisse romande, c’est hallucinant !»

## Œuvres

### Théâtre
Dans la pièce de théâtre Vielleicht (Peut-être), Safi Martin Yé et l'acteur Cédric Djedje explorent le thème de l'emprise coloniale dans le quartier de Wedding à Berlin et le processus en cours de décolonisation. La pièce met en lumière le combat des activistes berlinois qui souhaitent changer les noms des rues du « quartier africain » de la capitale allemande.

Dans la pièce Je brûle de Joséphine, Safi Martin Yé s'inspire de la première star afro-américaine Joséphine Baker pour lui rendre hommage et raconter sa propre émancipation et sa colère contre les préjugés et les discriminations. Elle questionne également sa propre identité en tant qu'artiste métisse.
« Au Burkina Faso, on m'appelle la toubaba – la blanche – Ici, on me considère comme noire, jamais comme métisse. Il n'y a qu'en Guadeloupe où je suis allée enfant en vacances ou à Harlem où j'ai suivi des cours de théâtre qu'on ne m'a jamais interpellée sur mes origines. »
Sur scène, elle présente, chante et adapte le répertoire de Joséphine Baker, incluant la chanson peu connue Si j'étais blanche. Elle intègre également des éléments de danse, cite des références à Baker et partage des aspects de sa propre vie, entremêlant ainsi les deux biographies.
Lors de son premier spectacle en solo intitulé Oasis, elle évoque son identité, son double héritage culturel romand et africain, ainsi que les soirées animées à Genève, où son père Paco Yé accueillait des invités jusqu'à tard la nuit.
Safi Martin Yé interprète le monologue écoféministe de Miranda Rose Hall dans le spectacle intitulé Une pièce pour les vivant-e-x-s en temps d'extinction. Cette pièce est mise en scène par Katie Mitchell et aborde le thème de l'environnement.
| Année     | Intitulé                                              | Rôle                | Auteur/Autrice                    |
| --------- | ----------------------------------------------------- | ------------------- | --------------------------------- |
| 2023      | Vielleicht,                                           | Safi                | Ludovic Chazaud & Noémi Michel    |
| 2021      | Une pièce pour les vivant-e-x-s en temps d’extinction | monologue, 1er rôle | Miranda Rose Hall                 |
| 2020      | Je brûle de Joséphine,                                | 1er rôle            | Safi Martin Yé                    |
| 2019      | Les Rebelles                                          | plusieurs rôles     | Denis Lavalou                     |
| 2016-2018 | Oasis                                                 | seule en scène      | Safi Martin Yé & Marjorie Guillot |
| 2018      | Le chœur des femmes,                                  | Safi                | Création de plateau               |
| 2015      | Des Hommes & des Siècles                              | Marie-Ange          | Alain Bagnoud                     |

### Cinéma
| Année | Intitulé                 | Rôle             | Réalisé par                        |
| ----- | ------------------------ | ---------------- | ---------------------------------- |
| 2022  | Pauline Grandeur Nature  | la médecin       | Nadège de Benoit - Luthy           |
| 2019  | Presque                  | l'aide soignante | Bernard Campan & Alexandre Jollien |
| 2018  | Tambour Battant          | Nuage            | François-Christophe Marzal         |
| 2012  | Left Foot, Right Foot    |                  | Germinal Roaux                     |
| 2011  | Bob et les Sex Pistaches |                  | Yves Matthey                       |

### Télévision
| Année | Intitulé            | Rôle                 | Réalisé par                            |
| ----- | ------------------- | -------------------- | -------------------------------------- |
| 2023  | Tschugger           | commissaire Guisolan | David Constantin & Mats Frey           |
| 2021  | La Vie devant       | médecin urgentiste   | Klaudia Reynicke & Kristina Wagenbauer |
| 2020  | La Chance de ta Vie | Mme Jardinet         | Chris Niemeyer                         |
| 2018  | Helvetica           | Maya                 | Romain Graf                            |
| 2016  | Rebecca             | Sophie               | Ilario Ricman                          |
| 2014  | Der Fall B          |                      | Kilian Riedhof                         |
| 2011  | La Vie de Bureau    |                      | Yves Matthey                           |

### Courts métrages
| Année | Intitulé                     | Réalisé par         | Lieu     |
| ----- | ---------------------------- | ------------------- | -------- |
| 2016  | Enquête 62                   | Laura Gabay         | Genève   |
| 2012  | Depuis, j'y pense toujours.. | Christophe M. Saber | Lausanne |
| 2011  | Ra-Mona                      | Sandie Luna         | New-York |

### Publicité / Films industriels & Institutionnels
| Année | Intitulé          | Réalisé par                        | Promotion                        |
| ----- | ----------------- | ---------------------------------- | -------------------------------- |
| 2019  | "Jazz Café"       | Mei Fa Tan                         | Montreux Jazz Café               |
| 2018  | "Hôtel de ville"  | Kim Nguyen-Phuoc & Veronika Janjic | Chancellerie & Ville de Genève   |
| 2018  | "Promotion EHL"   | Ramon & Pedro                      | École Hôtelière de Lausanne      |
| 2018  | "Swatch"          | Jérôme Piguet                      | Swatch montres                   |
| 2017  | "Prévention"      | Jérôme Piguet                      | contre alcool au volant Lausanne |
| 2015  | "Pacte"           | Laurent Graenicher                 | Film institutionnel Lausanne     |
| 2014  | "Genre et Sports" | Kim Nguyen                         | Campagne ville de Genève         |
| 2013  | "Tout du Lard"    | Mei Fa Tan & Basile Manent         | Spot sur la contrefaçon Genève   |
| 2011  |                   | Xavier Ruiz                        | Pub institutionnelle Genève      |

### Mise en scène
| Année | Intitulé                                         | Auteur/Autrice                              | Mise en scène                               | Lieu de création               |
| ----- | ------------------------------------------------ | ------------------------------------------- | ------------------------------------------- | ------------------------------ |
| 2022  | "Respiration"                                    | Création collective                         | Safi Martin Yé et Léo Mohr                  | MEG Genève                     |
| 2021  | "La ballade du Minotaure; pièce pour 2 danseurs" | Friedrich Dürrenmatt                        | Dramaturgie & mise en espace Safi Martin Yé | Centre Dürrenmatt, Neuchâtel   |
| 2020  | "S'émerveiller"                                  | Création & mise en scène de la Cie Matikalo | Regard extérieur Safi Martin Yé             | Théâtre de l'Orangerie, Genève |
| 2018  | "La Ballade des Planches"                        | Jean-Paul Alègre                            |                                             | Théâtre des Grottes , Genève   |
| 2017  | "La Vie commence à 60 ans"                       | Isabelle & Safi Martin                      |                                             | Sion, Valais -Teatro Comico    |
| 2017  | "Les Sémoïstes se présentent"                    | Michael Frayn                               |                                             | La Traverse, Genève            |
| 2011  | "Boudoir & Tête de Cheval"                       |                                             |                                             | Théâtre du 2.21 Lausanne       |

### Web
| Année | Intitulé                                         | Rôle     | Réalisé par                            | Chaîne                     |
| ----- | ------------------------------------------------ | -------- | -------------------------------------- | -------------------------- |
| 2022  | "Blaze"                                          | Safi     | Alexandre Bugnon / société écran média | RTS culture                |
| 2020  | "Les Histoires de l'Art"                         | 1er rôle | Alexandre Bugnon                       | Société Écran Média        |
| 2019  | "Au sources du Moyen Âge"                        | 1er rôle | Alexandre Bugnon                       | Musées cantonaux du Valais |
| 2018  | "Tata Korea"                                     | 1er rôle | Vanessa Bapst / Michaël Lapaire        | RTS Web / Tataki           |
| 2018  | "Risk , l'exposition"                            | 1er rôle | Alexandre Bugnon                       | Musées cantonaux du Valais |
| 2017  | "J'ai testé les lunettes Spectacles de Snapchat" | 1er rôle | Michaël Lapaire                        |                            |